# 千綿川

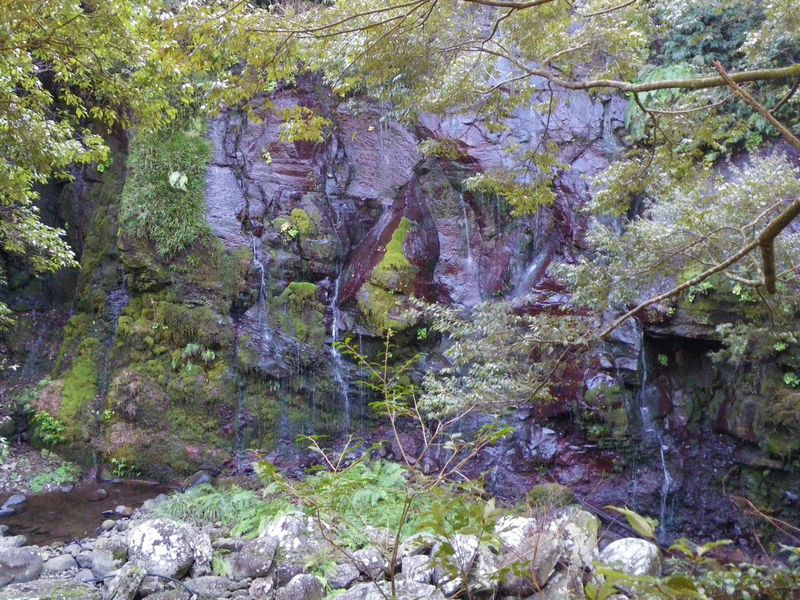
千綿渓四十八潭の一つ、玉簾の滝。崖からの湧水が滝になって流れ落ちる

千綿川（ちわたがわ）は、多良山系の北西側斜面を流れ、大村湾へ注ぐ二級河川である。流域は長崎県東彼杵町に属する。
火山性の台地を抉って渓谷を刻み、北の彼杵川よりも険しい浸食地形を形成する。上流部の「龍頭泉」（りゅうとうせん : 千綿渓四十八潭、千綿渓谷、千綿峡などとも）は自然景勝地として知られ、多良岳県立自然公園の一部に指定されている。

## 流域
東彼杵町・大村市・佐賀県嬉野市に跨る多良山系の郡岳（標高826m）・遠目山（標高849m）・国見岳（標高816m）を水源とする。源流部は深い谷を刻んで西へ流れるが、程なく遠目郷の台地「大野原」（おおのばる）の南部に出る。大野原では森林・原野の間に棚田・茶畑・陸上自衛隊大野原演習場などがある。

### 千綿渓谷
大野原から西へ流れ、大村湾岸の千綿へ流れ落ちるまでに、約5kmにわたって険しいV字谷の渓谷が続く。ここは滝と淵が連続し、周辺の玄武岩質の崖や植生などとともに自然景勝地として知られる。
江戸時代末期の弘化2年（1845年）に、大村藩主の大村純顕が豊後の儒学者広瀬淡窓を同道してこの渓谷を訪れ、計48の滝や淵にそれぞれ「玉簾の滝」「木葉不浮淵」（このはうかばずふち）などの名前をつけて「千綿渓四十八潭」と命名したと伝えられる。「龍頭泉」は、もともと渓谷の奥にある滝の一つにつけられた名前だが、渓谷の総称としてもよく用いられる。
昭和27年（1952年）に林道や各施設が建設され、観光地として開発が進んだ。夏に涼みに来る観光客をはじめ、春の新緑や秋の紅葉といった四季の変化も見所とされている。

### 千綿
下流域は幅の狭い扇状地があり、北から支流の塩鶴川が合流する。ここには田畑が広がり、大村湾に注ぐ河口部に千綿の住宅地と千綿漁港がある。千綿は長崎街道の宿場「千綿宿」としての歴史があり、人形浄瑠璃も伝えられている。
また、川では内水面漁業協同組合が組織されていて、ウナギ・アユ・フナ・ハヤ・モクズガニが漁獲される。ただしモクズガニは禁漁中である。

## 関連道路・鉄道
- JR九州大村線・国道34号 - 下流域に架橋
- 長崎自動車道 - 下流域の谷に架橋（千綿川橋）
- 長崎県道190号千綿渓線 - 国道34号から千綿渓谷へ入る